# Tolosa de Llenguadoc
|  | «Tolosa» redirigeix aquí. Vegeu-ne altres significats a «Tolosa (desambiguació)». |

Tolosa o Tolosa de Llenguadoc (en occità Tolosa, pronunciat [tu'luːzɔ]; en francès Toulouse) és una ciutat d'Occitània i capital històrica del Llenguadoc. Administrativament és una comuna capital del departament de l'Alta Garona i de la regió d'Occitània. El 2020 tenia 498.003 habitants (dits tolosans) en una superfície municipal de 118,3 km², i de més d'un milió d'habitants a l'aglomeració urbana; per la seva població, és la segona ciutat d'Occitània després de Marsella (el quart municipi de França, després de París, Marsella i Lió), i la 41a aglomeració urbana de la Unió Europea. L'àrea metropolitana tenia una població total d'1.312.304 persones el 2014.
Travessada per la Garona i situada a mig camí entre l'oceà Atlàntic i la mar Mediterrània, és anomenada la Ciutat Rosa per la color que domina als edificis antics, fets de maó vist. També rep el sobrenom de país de Clamença Isaura.
És la capital de la indústria aeroespacial europea, puix que hi ha les oficines centrals de la companyia Airbus.

## Història

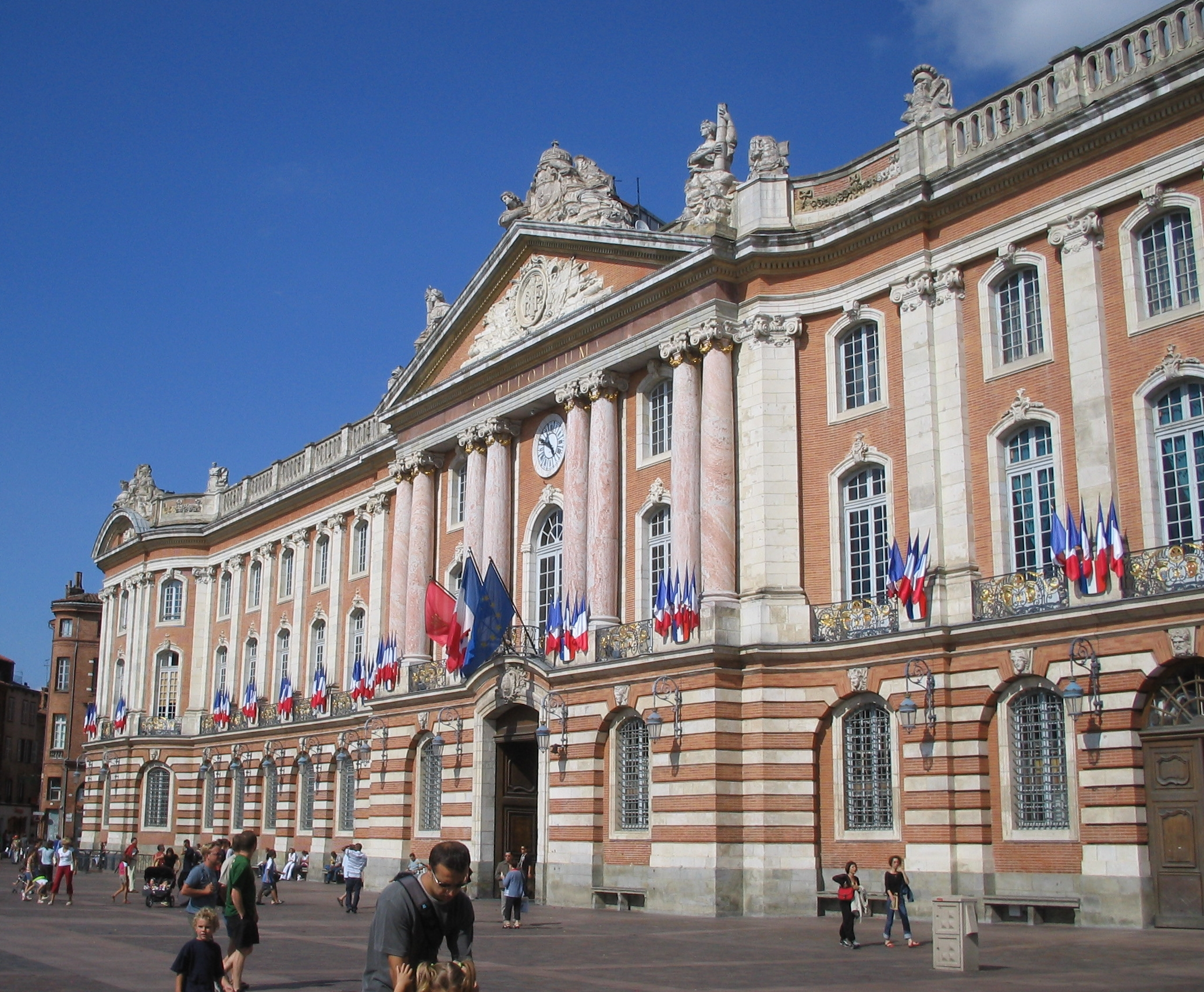
Plaça del Capitoli (Lo Capitòli) de Tolosa

Tolosa fa la seva aparició al segle iv aC, quan estava poblada per una tribu celta anomenada Volques Tectòsages. El seu clima i la seva situació geogràfica privilegiada en fan l'aliat de Roma als segles II i III, sent la quarta ciutat de l'imperi Romà d'Occident, el centre del Regne de Tolosa al segle v; i al segle vi, era sota l'autoritat reial de Clodoveu I.
La regió produïa or i plata usats en cultes druídics que es van acumular en temples i magatzems sagrats. Però d'altres pensen que l'or procedia de l'expedició dels gals a Grècia on, sota la direcció de Brenno, van saquejar Delfos (vegeu Galàcia). Els Tolosates o Tolosans eren una divisió dels Tectòsages que vivien a l'orient dels aquitans. La ciutat de Fines, entre Tolosa i Carcaso, marcava el límit del territori tolosà a l'est i el territori de Roma a la Gàl·lia.

Tolosa, capital del regne Visigot al segle V

El 106 aC, Dió Cassi l'esmenta com a ciutat aliada de Roma, i per aquest temps els teutons i els cimbres van entrar al país i, per por o per força, els Tectòsages s'hi van aliar. Aquest fet va donar el pretext al cònsol Q. Servilius Cæpio per atacar la ciutat, saquejar-la i robar-li els tresors; el saqueig dels temples fou venjat pels címbris, que en una batalla van destruir l'exèrcit de Cæpio. El tresor mai no va arribar a Roma, i és possible que fos el mateix Cæpio qui se l'apropiés.
La ciutat era llavors un important centre administratiu i militar de la província Narbonesa. Els romans, com en altres grans ciutats, hi van edificar un aqüeducte molt important que concedia proporcionalment a cada habitant tanta aigua com avui. La majoria dels vestigis d'aquest aqüeducte han estat destruïts.
Tolosa s'esmenta des del temps de Cèsar que deia que a prop de Tolosa hi vivien els Sàntons, i va impedir als Helvecis d'emigrar a aquest territori. També diu que els niciòbroges i els petròcoris vivien entre els sàntons i el tolosates.
Quan P. Crassus va envair Aquitània va reclutar gent a Tolosa. L'any 52 els gals revoltats van dominar la ciutat però Cèsar hi va establir una guarnició. Plini l'esmenta com a ciutat de dret llatí de la Província Narbonesa i Ptolemeu diu que era una colònia (cal pensar que colònia llatina). La ciutat estava emmurallada al final de l'imperi.
Més endavant va ser la capital del regne dels visigots al segle v; després, del regne franc d'Aquitània, i al segle ix, del Comtat de Tolosa.
És al segle ix que Tolosa coneix vertaderament les seves primeres hores de glòria gràcies als Ramons, comtes hereditaris que donaran a Tolosa una de les institucions més cèlebres: un capítol d'administradors, els Capítols, amb 12 representants escollits amb les corporacions des de 1141.
En aquesta regió d'Occitània es va desenvolupar una nova concepció del cristianisme, que no estava d'acord amb els postulats de Roma. Els seguidors d'aquesta heretgia, els càtars, foren perseguits i exterminats en massa.
El novembre de 1215 tingué lloc el quart Concili del Laterà, on es va reconèixer Simó de Montfort com a comte de Tolosa, i Ramon VI de Tolosa, exiliat a Catalunya després de la batalla de Muret fou desposseït de tots els seus béns i títols. Després de la victòria a la batalla de Salvetat Ramon VI de Tolosa no va entrar en Tolosa pel sud, on el Castell Narbonès controlava la porta de Narbona i creient que la guarnició sabria de la seva arribada, va creuar la Garona cobert per la boira, per l'illa de Basacle, al nord de la ciutat i entrà a la ciutat el 13 de setembre per la porta de Basacle, sent rebut per una multitud de totes les classes socials. Els croats ràpidament la posaren en setge la ciutat i la van recuperar després de vuit mesos, el juny de 1218, i durant el qual va morir el mateix Simó de Montfort. Tolosa va retornar al domini de Ramon VI. Durant aquell temps, però, el nou papa de Roma Honori III havia convençut els francesos del nord d'implicar-se més en la croada i el rei va manar al seu fill Lluís de fer una incursió a Marmanda i posar setge a la ciutat de Tolosa el 1219, però Lluís acabà retornant a casa seva. La conseqüència final d'aquesta guerra de religió fou la pèrdua de tot l'immens comtat de Tolosa, que va passar a les mans de Felip III, rei de França, el 1271. Aquesta va ser la major passa endavant cap a la construcció de França com a estat unitari.
Tolosa va ser el lloc de creació dels Jocs Florals: el 1323 s'hi va fundar la Sobregaia Companyia dels Set Trobadors de Tolosa. L'Acadèmia dels Jocs Florals encara està en actiu, per la qual cosa Tolosa és sovint considerada la capital de la cultura occitana. Precisament la tradicional Creu de Tolosa ha estat adoptada com a símbol d'Occitània i de la regió del Migdia-Pirineus.
Durant el Renaixement (fi del segle xv, i xvi), Tolosa va conèixer un període de gran prosperitat, gràcies a la indústria del pastel.

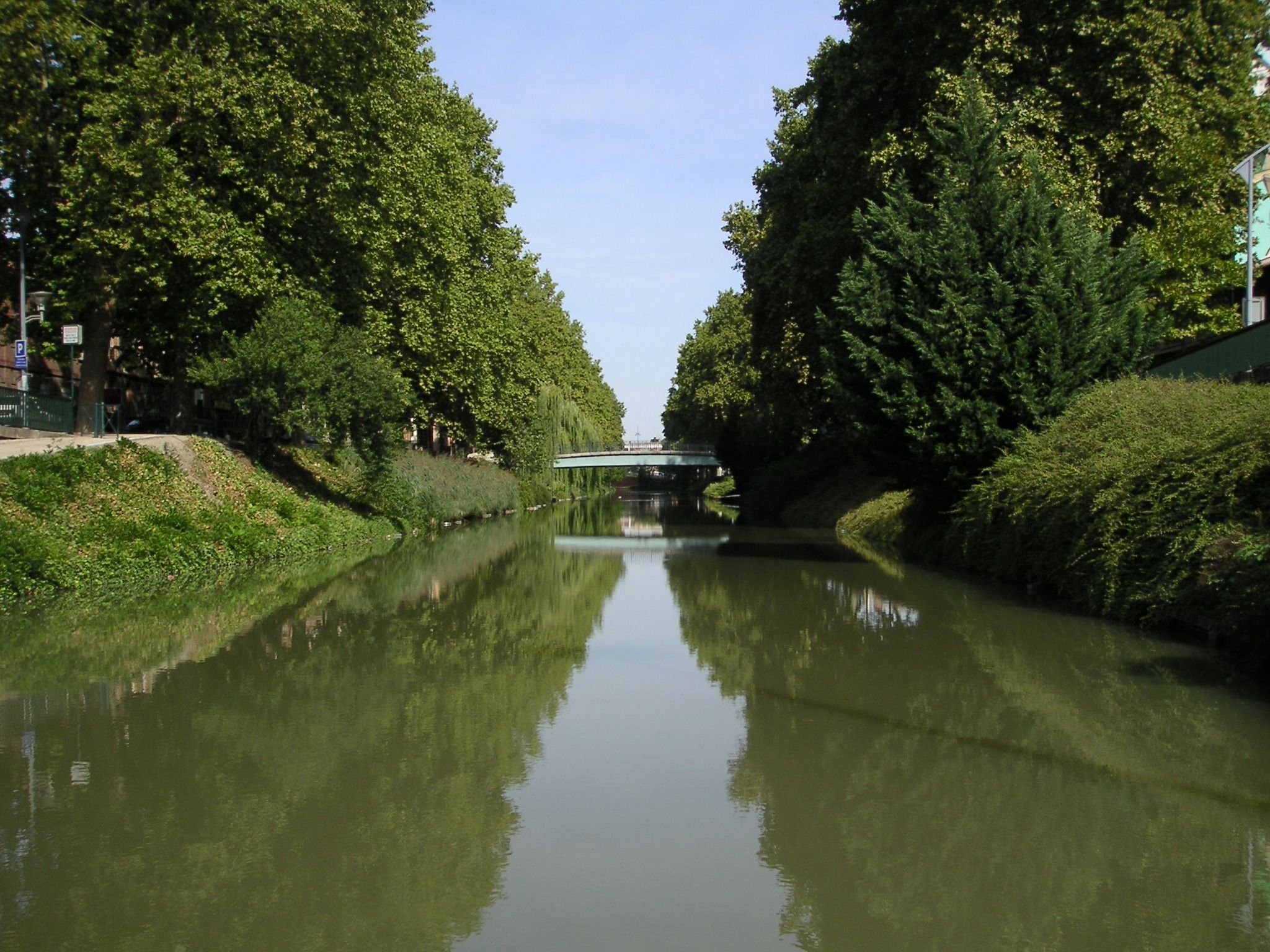
Canal del Migdia construït el 1682

Dos símbols de la ciutat, el Pont Nou i el Canal del Migdia, foren realitzats respectivament el 1632 i el 1682.
El Capitoli va ser construït al segle xviii. El 1762, té lloc l'afer Calas: el cas d'un protestant injustament condemnat provoca una cèlebre intervenció de Voltaire.
El 1814, la batalla de Tolosa oposa els anglo-espanyols de Wellington als francesos del mariscal napoleònic Soult, que encara que aconseguint resistir són obligats de retirar-se.
En els anys 1920, Tolosa va ésser la ciutat dels pioners de l'aviació, sota la impulsió de Pierre-Georges Latécoère, que va instaurar relacions amb Casablanca i Dakar. El 1927, va ser creat el Latécoère (després Aeropostal), amb figures com Antoine de Saint-Exupéry i Jean Mermoz.
Al segle xx, Tolosa va tenir la fortuna de no ser escenari de combats durant la Segona Guerra Mundial. Al començament de la dècada de 1960, van establir-se a la ciutat un bon nombre de repatriats d'Algèria (els pieds-noirs), que van contribuir a un fort augment de la població, que va passar de 269.000 habitants el 1954 a 380.000 el 1968.
Com un dels fets recents cal destacar l'explosió de la fàbrica AZF de productes químics, al sud de la ciutat, el 21 de setembre del 2001, que va provocar 30 morts, uns 2.500 ferits i una davallada notable de l'activitat d'aquest sector.

## Tolosa avui
Tot i haver estat una de les metròpolis rellevants de l'Europa occidental, Tolosa va quedar relegada a una ciutat d'importància estrictament regional als segles xviii i xix, ja que la Revolució Industrial hi va passar de llarg. Al segle xx, la ubicació per part del govern central francès de les indústries militar i aeroespacial a Tolosa, sectors clau de l'activitat econòmica, han fet desvetllar la ciutat de nou. En un irònic gir de la història, el que ha estat la tendència general de Tolosa ha esdevingut el seu millor avantatge: sense Revolució Industrial la conseqüència havia de ser la fallida econòmica de la ciutat, però alhora ha estalviat als tolosans els danys ambientals i la dolorosa reestructuració socioeconòmica que afecten tantes ciutats industrials d'Europa.
Beneficiant-se del seu estatus com a capital de la indústria aeroespacial europea, igual com de l'afluència de gent vinguda des dels cinturons industrials fins a l'assolellat sud d'Europa, l'àrea metropolitana de Tolosa ha doblat la seva població entre el 1960 i el 2000 (període en què la població de França va augmentar només un 30%). Amb bones perspectives per a les indústries aeroespacial i biotecnològica, cal esperar que l'increment continuï en un futur pròxim. Tolosa, doncs, va recuperant de mica en mica la seva importància passada com a metròpoli europea, però ha d'encarar reptes creixents: com afrontar un augment de població tan ràpid i com posar al dia les infraestructures de transport i habitatge, en resum, com reinventar la ciutat del segle XXI.

### Tolosa Metròpoli
La Comunitat d'Aglomeració de la Gran Tolosa (Communauté d'agglomération du Grand Toulouse) es va crear en 2001 per millorar la coordinació en afers econòmics, de transports i d'infrastructures amb la ciutat de Tolosa i tota la major part de la seua àrea metropolitana més pròxima. Aquesta comunitat succeeix a l'anterior districte, que s'havia creat el 1992, amb menys poders que l'actual consell. La Comunitat ajunta la ciutat de Tolosa amb 25 municipis, cobrint una àrea de 380 km² i una població de 583.229 habitants (cens del 1999), on el 67% d'aquests viu a Tolosa. Segons estimacions del febrer del 2004, la població total de la Comunitat d'Aglomeració de la Gran Tolosa va ser 651.209 habitants, on el 61% d'aquests vivia a Tolosa. A causa de feus polítics locals a la Comunitat Urbana, els altres municipis van rebutjar unir-s'hi.
El 2010, la Comunitat d'Aglomeració es va convertir en la Comunitat urbana de la Gran Tolosa (Communauté urbaine du Grand Toulouse) amb prerrogatives extenses. L'1 de gener de 2015, es va convertir en Tolosa Metròpoli (Toulouse Métropole) en aplicació de la llei de 27 de gener de 2014.

## Monuments i indrets d'interès

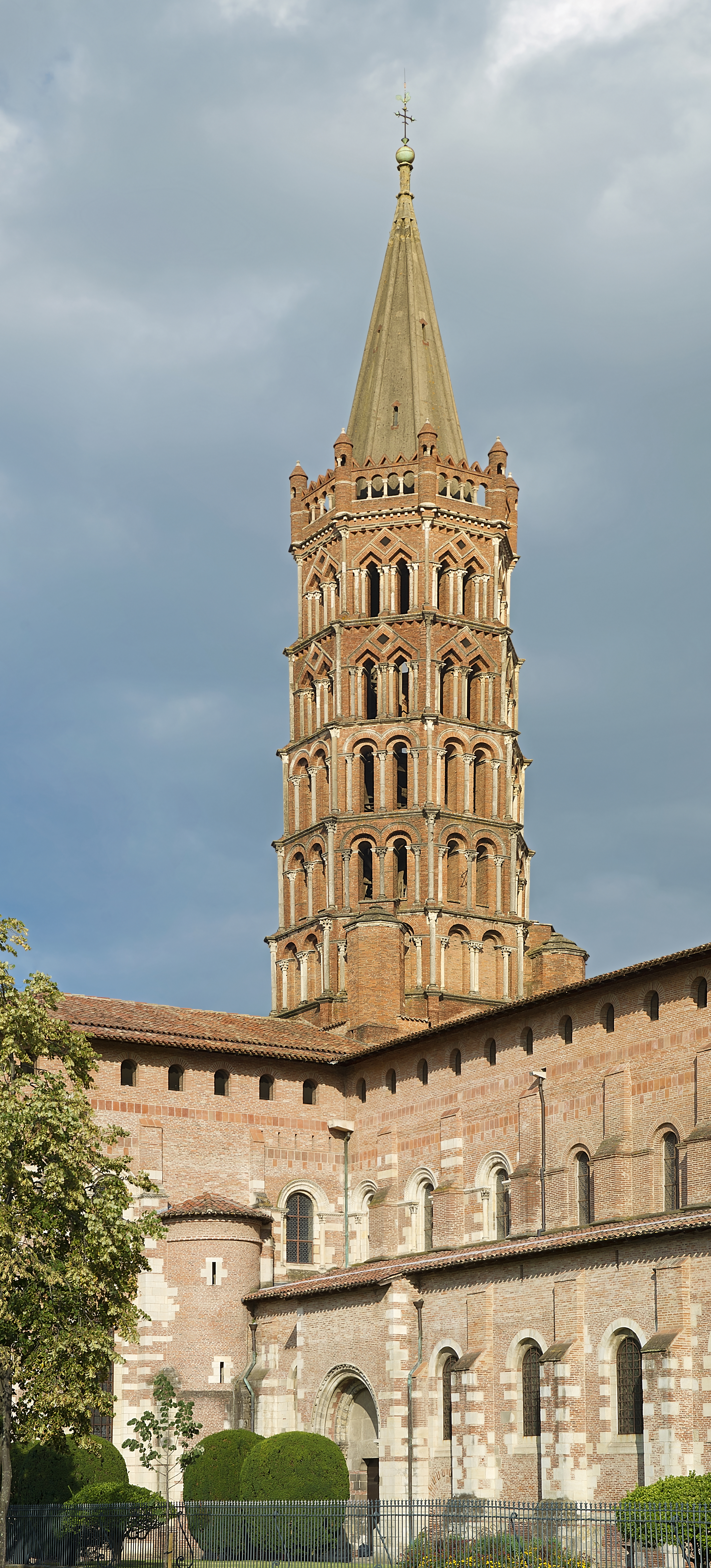
La Basílica de Sant Serni de Tolosa

- La plaça del Capitoli i la Creu Occitana.
- L'Ostal d'Occitània, casa de referència per la cultura occitana.
- Les mansions típiques de tons pastel.
- El Canal del Migdia, Patrimoni Mundial de la Unesco.
- La Ciutat de l'Espai i la fàbrica de l'Airbus.
- El barri de Sant Esteve (Saint-Étienne).
- Els carrers medievals del centre.
- El mercat i les botigues de la plaça de Victor Hugo.

### Edificis religiosos
- la basílica de Sant Serni,
- l'església dels Jacobins i el seu claustre,
- la catedral de Sant Esteve, al barri de Sant Esteve,
- l'Església Nostra Senyora del Taur amb el seu campanar-mur,
- la Basílica de la Daurada, al barri de la Daurada,
- la Torreta de les Ursulines.

### Edificis civils
- el Capitoli (o Casa de la vila) –amb façana neoclàssica i una torre renaixentista exempta–,
- l'Hotel d'Assézat,
- l'Hotel de Bernuy.

### Museus
- Aeroscopia, museu de l'aviació,
- L'Envol des pionniers, dedicada als pioners de l'Aéropostale,
- el Museu de Tolosa, museu d'història natural,
- el museu dels Agustins,
- el museu de Sant Ramon,
- La Cité de l'espace, museu dedicat a la conquesta espacial.

## Indústria
Tolosa és coneguda mundialment per la seva indústria aeronàutica: juntament amb Hamburg a Alemanya, és una de les dues ciutats en què es munten els avions Airbus. Aquest és el cas de l'avió de llarg abast A380, per entrar en funcionament el 2006. La indústria espacial també hi està representada, amb empreses com SPOT Images (d'imatges per satèl·lit), Alcatel, Astrium i el CNES (Centre Nacional d'Estudis Espacials). Finalment, altres indústries presents a la ciutat són la informàtica i la biotecnològica, com per exemple, entre d'altres, Storagetek.

## Col·legis i universitats
Totes aquestes indústries de primer ordre treuen un bon profit de l'existència de la Universitat de Tolosa, establerta el 1230, amb més de 110.000 estudiants (Tolosa és la segona ciutat universitària de França, després de París), distribuïts per les tres escoles politècniques i universitàries de la ciutat (Université Toulouse-I-Capitole, Universitat de Tolosa-Joan Jaurés, Universitat de Tolosa III), així com per les seves escoles d'enginyeria (INSA Toulouse, ISAE, ENAC, IPSA, ENSEEIHT, INPT, ENVT (Ecole Nationale Vétérinaire de Toulouse) i una escola de gestió Toulouse Business School.

## Transports

Xarxa de metro i de tramvia.

Afegida a una extensa xarxa d'autobusos, Tolosa té una moderna xarxa de metro i de tramvia. La xarxa actualment existent està formada per dues línies. La Línia A té una longitud de 12,5 km, es va prolongar per última vegada el 2003, i va des de Balmar-Gramont fins a Bassacamba. La línia B s'obrí el 2007, aquesta està formada per 20 estacions i té correspondència amb la línia A a l'estació de Joan Jaurès i va des de Bordaroja fins a Ramonvila (al comú de Ramonvila e Sent Anha). La línia de tramvia T1, està formada per 18 estacions (als comús de Tolosa, Blanhac e Bausèla) i té correspondència amb la línia A a l'estació d'Arenas. Té una longitud de 10,9 km i va des d'Arenas fins a Garòssas, s'obrí el 2010.
L'Aeroport de Tolosa és al comú de Blanhac.

## Persones destacades
- Louis Aliot (1969-), polític francès
- Hubert de Lieja (655-727), bisbe del bisbat de Lieja, nascut a Tolosa
- Pierre de Fermat (1607-1665), matemàtic
- Pierre Louis Deffès (1819-1900), compositor musical
- Jean-Etienne Rey (1832-1923), compositor musical
- Marie-Aimée Roger-Miclos (1860-1950), pianista
- Carlos Gardel (1890-1935), cantant i compositor musical
- Prosper Sainton (1813-1890), violinista i compositor
- Gaston Salvayre (1847-1916), compositor del Romanticisme
- Jean Dausset (1916-2009), metge i Premi Nobel de Medicina o Fisiologia de l'any 1980
- Jean Poueigh (1876-1958), compositor, musicòleg, crític i folklorista
- Jean Marie Becquié (1795-1876), violinista i compositor
- Alexandre Becquié (1800-1825), flautista i compositor
- Victor Capoul (1839-1924), tenor
- Claude Nougaro (1929-2004), cantant i poeta
- Jean-Paul Dubois (1950 -), periodista i escriptor, Premi Goncourt de l'any 2019
- Jain (1992-), cantant i compositora
- Anne Osmont (1872-1953), traductora, poetessa i novel·lista